# Harry Hardy
Henry Hardy, conosciuto come Harry (Stockport, 14 gennaio 1895 – Rugby, 17 febbraio 1969) è stato un calciatore inglese, di ruolo portiere.

## Carriera

### Club
Ha sempre giocato nel campionato inglese.

### Nazionale
Ha vestito la maglia della nazionale inglese in una sola occasione nel 1924.

## Palmarès

### Club

#### Competizioni nazionali
- Campionato inglese: 1

Everton: 1927-1928
- Community Shield: 1

Everton: 1928
- Third Division North: 1

Stockport County: 1921-1922